# Topografie

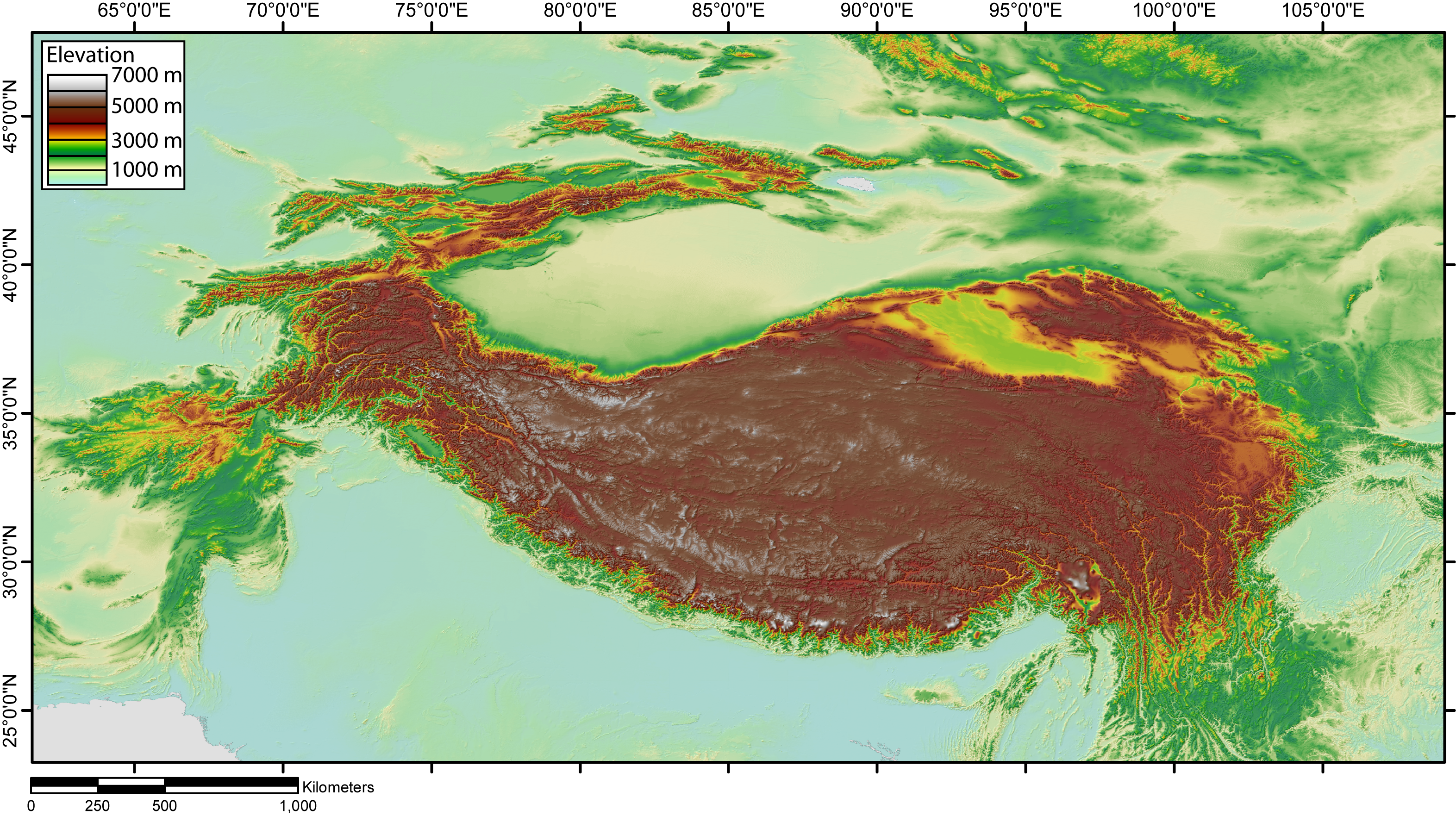
Digitální model topografie Tibetu

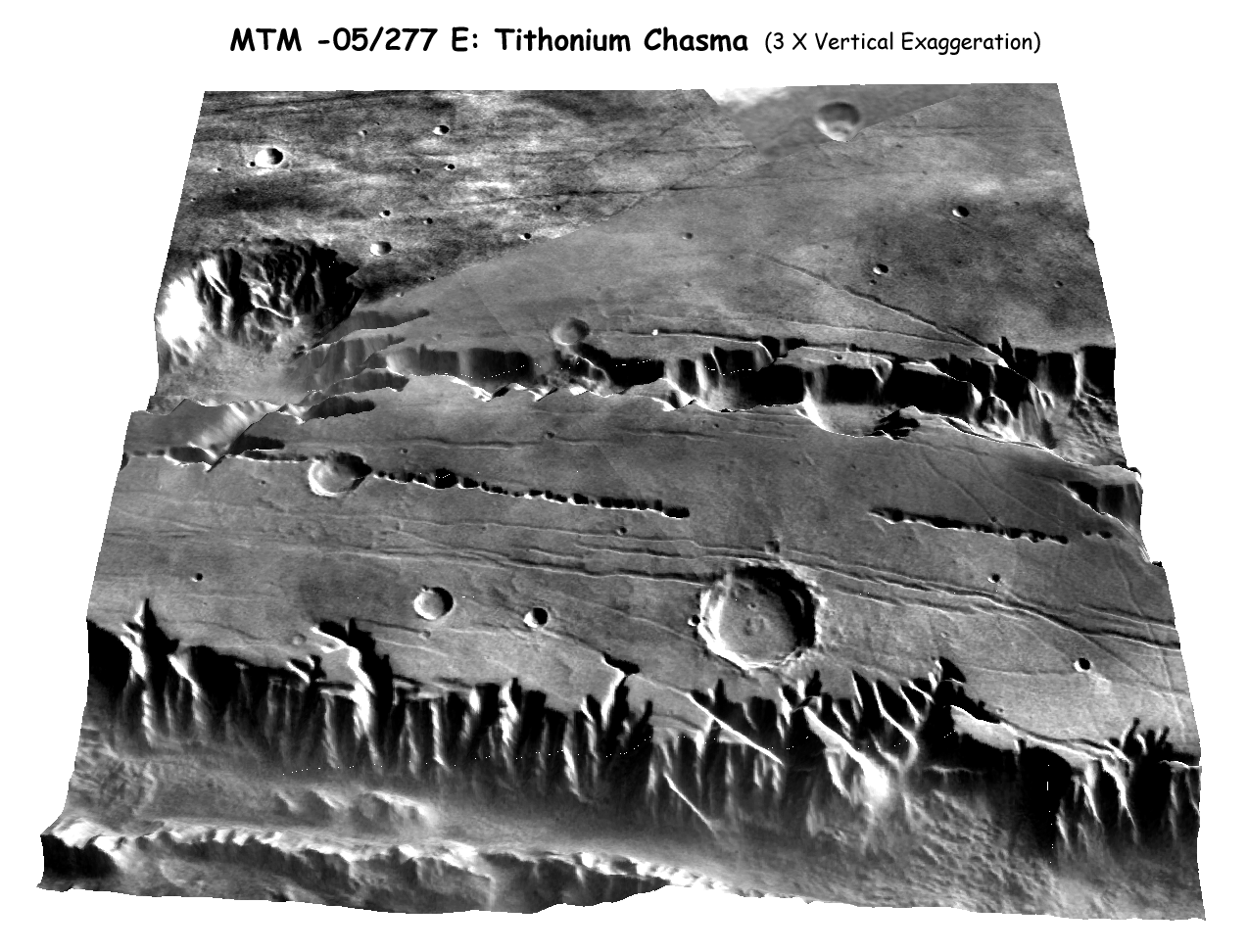
3D digitální topografický model části marťanského kaňonu Valles Marineris

Topografie je vědní disciplína studující povrchové útvary na povrchu Země, případně jiných pevných těles Sluneční soustavy (planet, měsíců, planetek atd.). Velmi těsně tak souvisí s kartografií, která se zabývá zakreslováním popsaných útvarů. V přeneseném slova smyslu je pak toto označení používáno pro obecné pojmenování povrchu (tvaru) těchto objektů.
Topografie je důležitou součástí geofyziky, neboť popisuje deformaci povrchu v důsledku různorodých vnitřních (či vnějších) geologických procesů.

## Vymezení povrchu
K charakterizování povrchu Země a nebeských těles lze v topografii přistoupit dvěma základními přístupy:
1. Topografická plocha: Skutečný, zcela holý povrch Země bez objektů, ale se všemi svými nerovnostmi včetně hladin moří.
2. Topografická situace: Souhrn všech terénních útvaru na topografické ploše, jako jsou jezera, řeky, sněhové a ledové pláně, lesy, pole, včetně všech objektů, jako jsou silnice, železnice, města, hrady apod.

## Měření těles Sluneční soustavy
Některá z prozkoumaných těles naší planetární soustavy jsou díky dlouhodobým topografickým měřením (výškoměry, stereosnímkováním) zmapována velmi dobře, planeta Mars pak globálně dokonce lépe než naše vlastní Země (horizontální rozlišení desítky až tisíce metrů, vertikální kolem jednotek metrů).